# Ouidin (Korsimoro)
Pour les articles homonymes, voir Ouidin.
Ouidin est une localité située dans le département de Korsimoro de la province du Sanmatenga dans la région Centre-Nord au Burkina Faso.

## Géographie
Ouidin est situé à 2 km au sud-ouest de  Sabouri-Natenga, à 11 km au sud de Korsimoro, le chef-lieu du département, et à environ 50 km au sud de Kaya, la principale ville de la région. Le village est à 8 km à l'est de la route nationale 3 reliant Korsimoro à Ziniaré.
Constitué de centres d'habitation dispersés, Ouidin forme un ensemble de communauté de villages avec Bagbin-Noungou, Sabouri-Nakoara, Sabouri-Sonkin et Sabouri-Natenga situés à proximité.

## Éducation et santé
Le centre de soins le plus proche de Ouidin est le centre de santé et de promotion sociale (CSPS) de Sabouri-Natenga tandis que le centre hospitalier régional (CHR) se trouve à Kaya.
Le village possède une école primaire publique ainsi que l'un des collèges d'enseignement général (CEG) du département.